# Zolfaghar
El Zolfaghar (persa: ذوالفقار) es un misil balístico iraní móvil, de una sola etapa y de propulsión sólida que debe su nombre a Zulfiqar, la espada de Ali ibn Abi Talib. Se cree que deriva de la familia de misiles Fateh-110 (posiblemente el misil Fateh-313). La Organización de Industrias Aeroespaciales dio a conocer el arma en 2016. Entró en servicio en 2017. Se utilizó por primera vez en el ataque con misiles Deir ez-Zor de 2017 y, por lo tanto, fue uno de los primeros misiles de alcance medio utilizados en 30 años.